# Francine Jordi
Francine Jordi, właśc. Francine Lehmann (ur. w 1977 w Worb), szwajcarska piosenkarka muzyki pop.

## Początki kariery
Jordi zadebiutowała na scenie muzycznej jako dziesięciolatka. Swoją karierę zaczynała występami podczas wycieczek turystycznych w jednej z restauracji folkowych w Interlaken. Razem z siostrą Nicole śpiewała w formacji Gospel Four. Jako nastolatka studiowała w Konserwatorium w Neuchâtel w klasie wokalnej i fortepianu. 

## Kariera muzyczna

### 1998-2001: Grand Prix der Volksmusik i pierwsze albumy

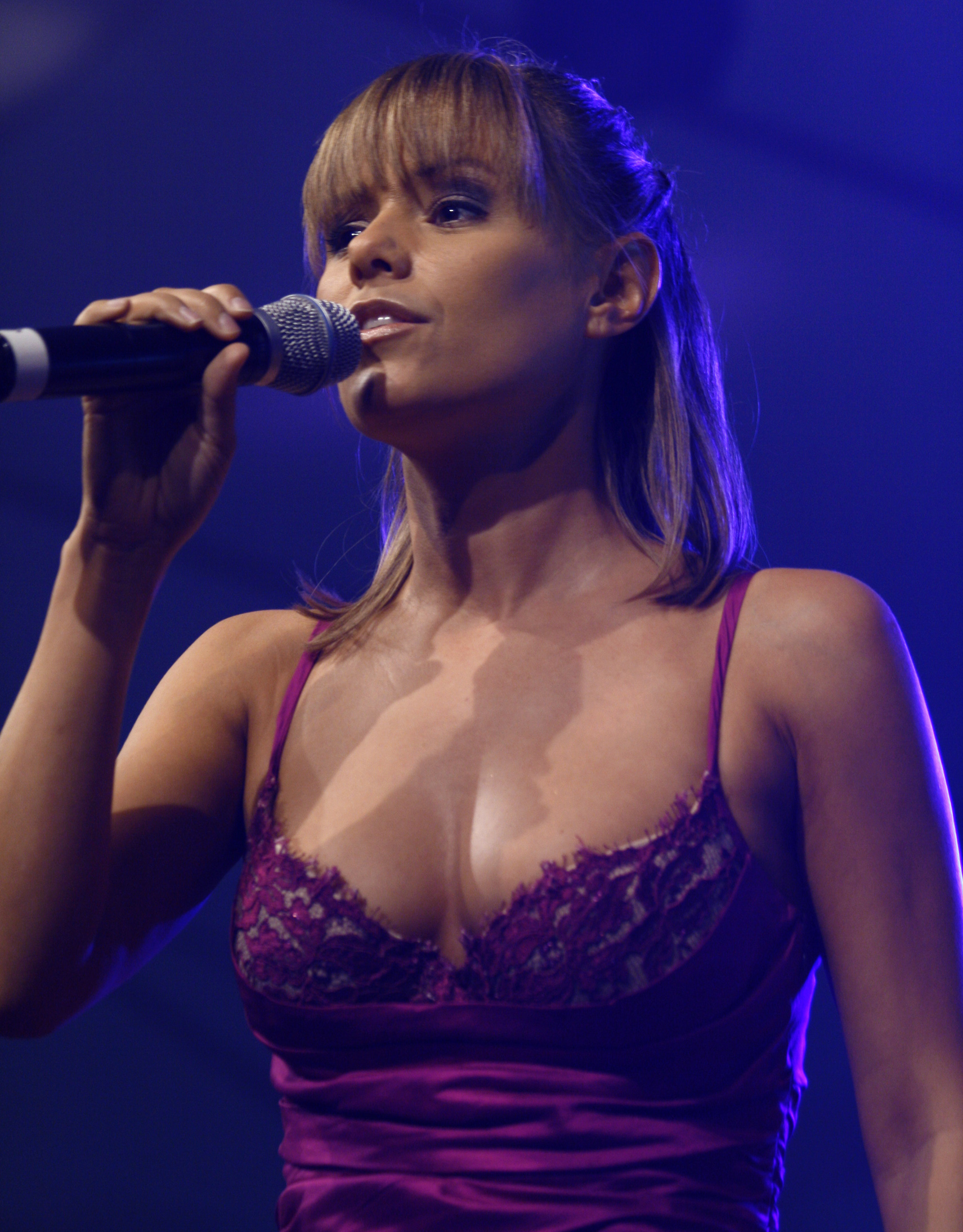
Jordi podczas koncertu w Wiedniu w 2008 roku

W 1998 roku wygrała niemiecki Konkurs Piosenki Folkowej (niem. Grand Prix der Volksmusik) z utworem „Das Feuer der Sehnsucht”. Zwycięstwo na festiwalu zapewniło jej rozpoznawalność w rodzimej Szwajcarii. W tym samym roku wydała swój debiutancki album zatytułowany Das Feuer der Sehnsucht, a rok później – świąteczną płytę pt. Ein Märchen aus Eis. 
W kwietniu 2001 roku ukazał się jej drugi krążek długogrający zatytułowany Verliebt in das Leben, który dotarł do 34. miejsca krajowej listy najczęściej kupowanych albumów. 

### 2002: Konkurs Piosenki Eurowizji iIm Garten meiner Seele
W lutym 2002 roku Jordi wzięła udział w krajowych eliminacjach eurowizyjnych z utworem „Dans le jardin de mon âme”, z którym ostatecznie zajęła pierwsze miejsce (zdobywając 41,1% poparcia widzów), zostając tym samym reprezentantką Szwajcarii podczas 47. Konkursu Piosenki Eurowizji organizowanego w Tallinnie. 25 maja wystąpiła w finale widowiska i zajęła ostatecznie 22. miejsce z 15 punktami na koncie. Kilka tygodni przed finałem konkursu wydała swoją kolejną płytę studyjną zatytułowaną Im Garten meiner Seele, na której znalazły się francusko- i niemieckojęzyczna wersja eurowizyjnej propozycji. Album dotarł do 28. miejsca krajowej listy najczęściej kupowanych płyt oraz 65. miejsca w Austrii. 

### 2003-06:Alles steht und fällt mit DiriHalt mich
W 2003 roku ukazała się czwarta długogrająca płyta Jordi zatytułowana Alles steht und fällt mit Dir, która zadebiutowała na 22. miejscu krajowej listy bestsellerów i na 30. miejscu w Austrii. 
Na początku 2005 roku premierę miał jej pierwszy album kompilacyjny zatytułowany Einfach Francine Jordi, na którym znalazły się najpopularniejsze utwory w dorobku piosenkarki. Krążek dotarł do 23. miejsca zestawienia najczęściej kupowanych płyt w kraju i do 13. miejsca w Austrii. Kilka tygodni później ukazał się kolejny album studyjny artystki zatytułowany Halt mich. 

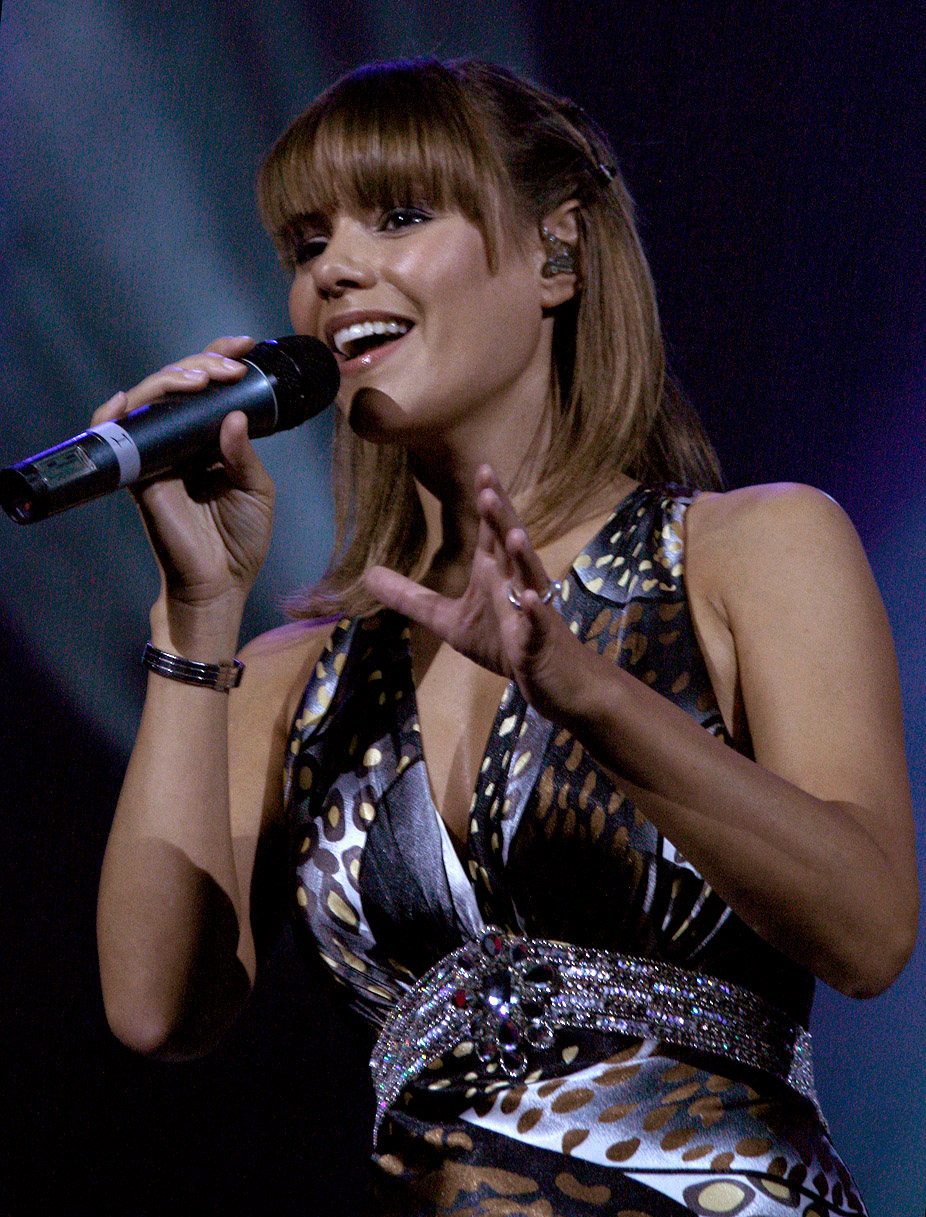
Jordi podczas koncertu w 2009 roku

### 2007-12:Dann kamst du,Meine kleine grosse WeltiLago Maggiore
Pod koniec listopada 2007 roku na rynek trafił kolejny album Jordi, zatytułowany Dann kamst du. Płyta dotarła do 15. miejsca krajowej listy najczęściej kupowanych krążków, a sukces wydawnictwu zapewnił m.in. singiel „Das Feyr vo dr Sehnsucht”, nagrany w duecie z jodłującym chórem Jodlerclub Wiesenberg. Piosenka dotarła do pierwszego miejsca krajowej listy przebojów i utrzymywała się na szczycie przez siedem tygodni. Utwór został umieszczony na reedycji płyty Dann kamst du, która ukazała się pod koniec października 2008 roku. 
Rok później artystka wydała płytę zatytułowaną Meine kleine grosse Welt, która zadebiutowała na 11. pozycji krajowej listy bestsellerów. Pod koniec września 2011 roku premierę miał krążek pt. Lago Maggiore, który powstał we współpracy z Florianem Astem. Wydawnictwo zajęło pierwsze miejsce krajowej listy najczęściej kupowanych płyt w pierwszym tygodniu po wydaniu. 11 listopada 2011 roku wokalistka wydała płytę, zatytułowaną Begegnungen, na której znalazła się m.in. jej wersja przeboju „Felicità” z repertuaru Albano Carrisiego.

### Od 2013:Verliebt Geliebt
Na początku marca 2013 roku Jordi wydała swój ostatni album, zatytułowany Verliebt Geliebt, który zadebiutował na trzecim miejscu krajowej listy najpopularniejszych albumów.

## Dyskografia
| - Das Feuer der Sehnsucht (1998) - Verliebt in das Leben (2001) - Im Garten meiner Seele (2002) - Alles steht und fällt mit Dir (2003) - Halt mich (2005) - Dann kamst du (2007) - Meine kleine grosse Welt (2009) - Lago Maggiore (z Florianem Astem) (2011) - Verliebt Geliebt (2013) | - Wunschlos glücklich (2000) - Einfach Francine Jordi (2004) - Ein Märchen aus Eis (1999) |